# Fotografia (czasopismo)
Fotografia – polski ilustrowany miesięcznik o tematyce fotograficznej, wydawany w Warszawie, w latach 1953–1974.

## Historia
Pierwszy numer miesięcznika „Fotografia” pojawił się w lipcu 1953 roku, w nakładzie 10 tysięcy egzemplarzy i objętości 20 stron (wydawnictwo Sztuka), jako organ Związku Polskich Artystów Fotografików. Od stycznia 1954 roku miesięcznik przestał być agendą związku, z powodu rezygnacji ZPAF z redagowania czasopisma – miesięcznik przeznaczono na potrzeby fotoamatorów, artystów fotografów, fotografów rzemieślników, fotoreporterów oraz filmowców amatorów. W 1957 roku zwiększono objętość „Fotografii” do 24 stron. W tym samym czasie publikatorem miesięcznika zostało wydawnictwo Arkady. W 1972 roku zwiększono nakład czasopisma do 36 tysięcy egzemplarzy oraz zwiększono objętość do 36 stron.
Pierwszym redaktorem naczelnym pisma był Adam Johann. Od drugiego numeru pisma (1953) – obowiązki redaktora naczelnego „Fotografii” pełnił Zbigniew Dłubak, do końca 1972 roku. Od stycznia 1973 roku – obowiązki redaktora prowadzącego przejął Stanisław Jung.
Zawartość czasopisma stanowiły aktualne wiadomości fotograficzne oraz ilustrowane artykuły o fotografii, estetyce w fotografii, artykuły poświęcone technice i chemii fotograficznej oraz opisy sprzętu fotograficznego (kamery, obiektywy). W magazynie publikowano wiele przedruków artykułów, między innymi z zagranicznej specjalistycznej prasy fotograficznej. Od 1962 roku – zawartość czasopisma powiększono o stały dodatek „Fotoamator”, omawiający zagadnienia związane z fotografią amatorską.
W 1972 roku, w związku z opublikowanym na łamach „Fotografii” artykułem Juliusza Chrościckiego, zilustrowanym fotografiami Jana Bułhaka z lat 1912–1919, wśród których jedna przedstawiała Józefa Piłsudskiego z oddziałami polskimi w Wilnie (1919) – cały skład redakcji miesięcznika został odwołany.
Ostatni numer miesięcznika „Fotografia” ukazał się w 1974 roku.